# 多喜濱站
多喜濱站（日语：／ Takihama eki */?）是位在日本愛媛縣新居濱市、隸屬於四國旅客鐵道（JR四國）的鐵路車站。車站編號為Y28，只停靠普通列車。

## 車站結構

### 站房
設有單層木製站舍一座。2011年經過翻新，並將原來的售票窗口拆掉。現時設有候車室、商店、儲物室及洗手間。過往商店為JR四國子公司，麵包店Willie Winkie進駐，並作為無人化後的簡易委託服務。麵包店撤出後，簡易委託亦停止。後來商店改為拉麵店，現時由一間便當店經營。
現時候車室內仍沒未加裝自動售票機，乘客需要直接在車上購票。

### 月台配置
設有島式月台1個，可提供1線2面的配置。月台和站舍以行人天橋連接。由於站舍旁邊設有側線，間中會有保線列車駛入，所以在改札口與天橋之間的通道加裝了安全圍欄。月台出入口則位於月台末端向新居濱站方向。
靠近站舍的1號月台為主軌道，2號月台則為副主線，原則上，所有待避的列車均停靠於2號月台，其他時間則使用1號月台。兩邊的有效長度為6輛，但作為避車線，2號月台亦能停靠8輛編成的列車。而月台中央則設有候車小屋，規模比其他月台的候車室為大。亦因為此，月台上其他部份皆沒有擺放任何設施。
在側線及站舍旁邊仍然保存舊貨物月台，現時已改作業務辦公室之用。
| 月台 | 路線    | 方向 | 目的地                   |
| ---- | ------- | ---- | ------------------------ |
| 1・2 | ■予讚線 | 上行 | 觀音寺、多度津、高松方向 |
| 1・2 | ■予讚線 | 下行 | 伊予西條、松山方向       |

## 歷史
- 1921年6月21日：開業。
- 1987年4月1日：日本國鐵分割民營化，車站經營權由JR四國繼承。

## 利用狀況
| 乗車人員推算 | 乗車人員推算    |
| 年度         | 1日平均上落人數 |
| ------------ | --------------- |
| 2003         | 216             |
| 2004         | 203             |
| 2005         | 192             |
| 2006         | 178             |
| 2007         | 154             |
| 2008         | 160             |
| 2009         | 156             |
| 2010         | 162             |
| 2011         | 164             |
| 2012         | 176             |
| 2013         | 180             |
| 2014         | 168             |
| 2015         | 158             |
| 2016         | 172             |
| 2017         | 174             |
| 2018         | 156             |

## 相鄰車站
四國旅客鐵道
■予讚線
■快速「Sunport」、■普通
關川（Y27）－多喜濱（Y28）－新居濱（Y29）

## 外部連結
- JR四國多喜濱站官方發車時間表。（页面存档备份，存于）